# Epacris crassifolia
Epacris crassifolia är en ljungväxtart. Epacris crassifolia ingår i släktet Epacris och familjen ljungväxter.

## Underarter
Arten delas in i följande underarter:
- E. c. crassifolia
- E. c. macroflora